# Sendai
Sendai (Japans: 仙台市, Sendai-shi) is de hoofdstad van de prefectuur Miyagi in Japan. Deze havenstad heeft een oppervlakte van 786,30 km² en telt ruim een miljoen inwoners. Sendai is de grootste stad van de regio Tohoku.
Op 11 maart 2011 werd Sendai getroffen door een zeebeving met een kracht van 8,9 op de schaal van Richter. De beving vond plaats 130 km ten oosten van de stad. Een tsunami met een hoogte van 10 meter is nabij Sendai waargenomen.

## Geschiedenis
Sendai werd gesticht in 1600 door daimyo Date Masamune. De plek was strategisch gelegen: aan zee; gemakkelijk bereikbaar vanuit de hoofdstad Edo; en het centrum van het grondbezit van Date Masamune. Toch had de daimyo de toestemming van de nieuwe Japanse heerser Tokugawa Ieyasu (zie Sengoku) nodig om een kasteel te mogen bouwen. Het kasteel van Sendai werd gebouwd in 1600, gevolgd door de stad in 1601.
Sendai werd op 1 april 1889 een stad (shi). In de loop van de tijd werden diverse dorpen en gemeentes door Sendai geannexeerd. De meest recente grote annexaties waren:
- 1 november 1987: de gemeente Miyagi (宮城町, Miyagi-machi), de huidige wijk Miyagino-ku;
- 1 maart 1988: de stad Izumi (泉市, Izumi-shi), de huidige wijk Izumi-ku, en de gemeente Taihaku (秋保町, Taihaku-machi), de huidige wijk Taihaku-ku.

Op 1 april 1989 werd Sendai een decretaal gedesigneerde stad.
Op 11 maart 2011 werd Sendai getroffen door een zware aardbeving van 9.0 op de schaal van Richter, met een catastrofale tsunami als gevolg (Zeebeving Sendai 2011).

## Geografie

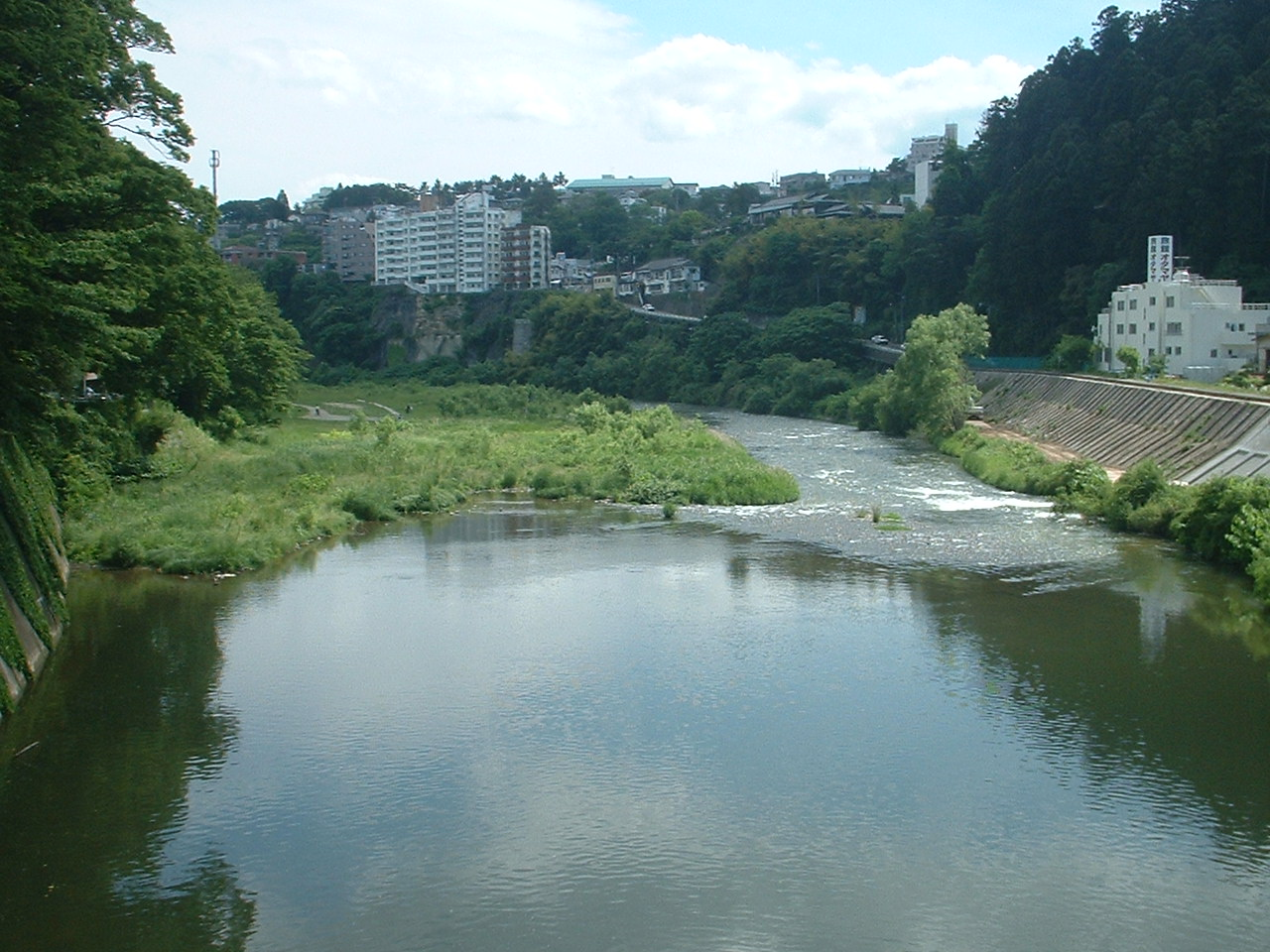
De Hirosegawa-rivier, gezien vanaf de Otamaya-bashibrug

Het grondgebied van Sendai loopt van de Grote Oceaan tot het Ōu-gebergte. Het oostelijk deel is een kustvlakte, het stadscentrum is heuvelachtig en het westelijk deel bergachtig. Het hoogste punt in de stad is de berg Futagata met een hoogte van 1.500m boven de zeespiegel.
De Hirosegawa loopt 45 km door Sendai en is een symbool van de stad. Het komt voor in de tekst van het populaire Liefdeslied van het kasteel Aoba  (青葉城恋唄, Aobajō Koiuta). Het kasteel van Sendai is aan de rivier gebouwd en gebruikt de rivier als natuurlijke vestinggracht. Tot de bouw van dammen en andere waterwerken in de jaren zestig en zeventig overstroomde de rivier regelmatig. De rivier is bekend door het uitzonderlijk schone water en de natuurlijke schoonheid.

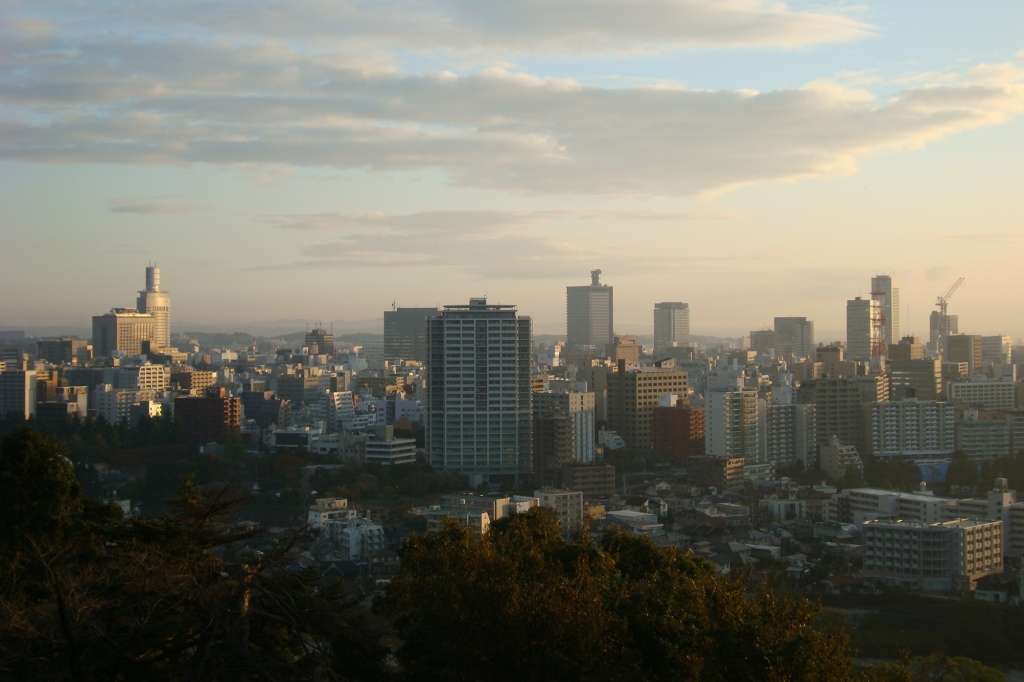
Panorama over Sendai vanaf de Aobayama-heuvel.

De meeste bergen in Sendai zijn slapende vulkanen, veel ouder dan de vulkanen Zaō en Narugo in aangrenzende gemeentes. In de stad worden echter veel onsen aangetroffen, wat wijst op hydrothermale activiteit. De Miyagi Oki aardbeving voor de kust van Sendai is een fenomeen dat elke 25 tot 40 jaar voorkomt. De aardbeving van 16 augustus 2005 had een epicentrum vlak bij het Miyagi Oki gebied. Het 'Hoofdkantoor voor de promotie van aardbevingsonderzoek' stelde vast dat de aardbeving in 2005 niet de Miyagi Oki aardbeving was omdat de aardbeving te klein was en het epicentrum lag verkeerd.
Op vrijdag 11 maart 2011 werd Sendai getroffen door een zeer zware tsunami als gevolg van een aardbeving met een kracht van 9.0 op de schaal van Richter in de Grote Oceaan.

## Economie
Sendai is het economisch centrum van de regio Tōhoku, en het centrale punt voor logistiek en transport in de regio. De economie van de stad is sterk afhankelijk van de detailhandel en de dienstensector; samen goed voor twee derde van de werkgelegenheid en de helft van de bedrijven.
Hoewel weinig bedrijven hun hoofdkantoor in Sendai hebben, hebben veel grote Japanse bedrijven wel een vestiging in de stad. De autoriteiten proberen meer bedrijven aan te trekken, vooral door de promotie van high-tech bedrijvigheid rond de Universiteit van Tohoku, die bekend is door de faculteiten voor toegepaste natuurwetenschappen.
Een van de bedrijven met een hoofdkantoor in Sendai is het Tohoku Elektriciteitsbedrijf.

## Opleiding
Sendai wordt soms een "Academische stad" (学都; gakuto) genoemd omdat de stad veel universiteiten heeft in verhouding tot de omvang van de bevolking. De Universiteit van Tohoku is in Japan toonaangevend op het gebied van materiaalkunde. Een van de winnaars van de Nobelprijs voor de Scheikunde in 2002, Koichi Tanaka, is afgestudeerd aan deze universiteit. In 1999 werd deze universiteit in een onderzoek van Asiaweek de beste multidisciplinaire universiteit van Azië. De Tohoku Universiteit was een van de negen Japanse keizerlijke universiteiten, en bovendien de eerste universiteit in Japan die vrouwelijke en buitenlandse studenten toeliet.
Andere wetenschappelijke opleidingen in Sendai worden verzorgd door
- Tohoku Gakuin University, een private universiteit opgericht in 1886;
- Sendai Shirayuri Vrouwencollege;
- Tohoku Seikatsu Bunka College;
- Tohoku Bunka Gakuen University;
- een campus van de Miyagi Universiteit;
- Miyagi Gakuin Vrouwenuniversiteit;
- Miyagi Universiteit voor Educatie;
- Tohoku Fukushi Universiteit;
- Miyagi Landbouwkundig College.

## Verkeer en vervoer
- Met het vliegtuig; Sendai Airport verzorgt binnenlandse en buitenlandse lijndiensten voor de stad.
- Met de trein; Het JR East-station (Station Sendai) is het belangrijkste vervoersknooppunt in de stad en tevens het spoorwegknooppunt van de regio Tōhoku. Het station is verbonden met de metro van Sendai en wordt bediend door de volgende spoorlijnen:
  - Tōhoku Shinkansen
  - Tōhoku-hoofdlijn
  - Jōban-lijn
  - Senzan-lijn
  - Senseki-lijn
  - Sendai-luchthavenlijn

Deze spoorlijnen zijn van de East Japan Railway Company, met uitzondering van de laatste die eigendom is van de Sendai Airport Transit maatschappij.
- Met de metro; Sinds 1987 beschikt de stad Sendai over een kleine volautomatische metro, die uit een enkele lijn bestaat in noord-zuidelijke richting. Een tweede lijn (oost-west) is in aanbouw, met een geplande opening in 2015. Het overstappunt van de lijnen komt te liggen naast het JRE-station.
- Met de auto; Sendai ligt aan de Tōhoku-snelweg, de Sanriku-snelweg, de Sendai Nambu weg, Sendai Tobu weg, de Sendai Hokubu weg en aan de autowegen 4, 45, 48, 286 en 457.

## Cultuur

### Straten

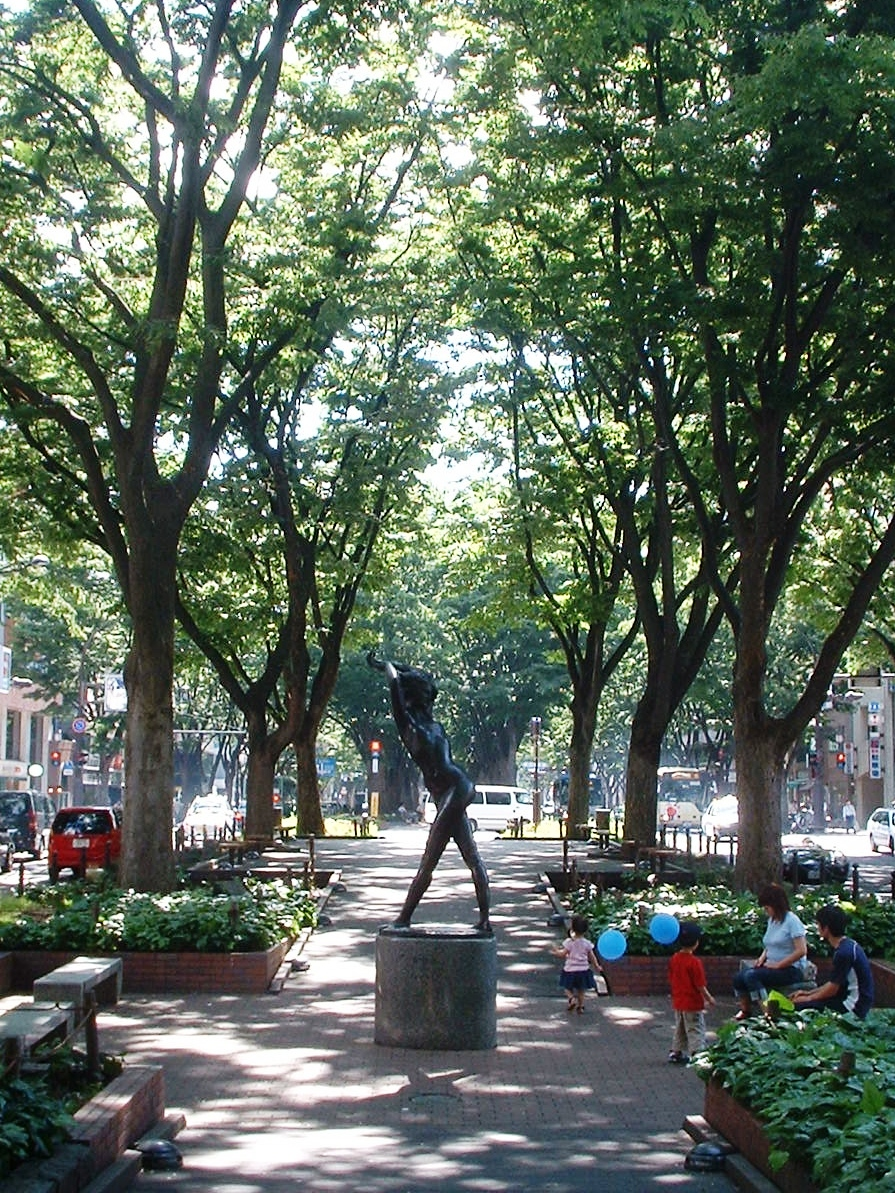
Het Jozenji-Dori-voetgangersgebied met beeld Zomerherinneringen van Emilio Greco

De bekendste straten in Sendai, Jozenji-Dori (定禅寺通り, Jōzenji Dōri) en Aoba-Dori (青葉通り, Aoba Dōri), worden omzoomd door Japanse zelkovas. De Jozenji-Dori heeft een voetgangersgebied en enkele beelden waar mensen zich kunnen ontspannen. Evenementen en festivals, zoals de Sendai sterrenlichtparade en het Jozenji Jazz Straatfestival vinden plaats op de Jozenji-Dori en het Kotodai Park (匂当台公園, Kōtōdai Kōen).
Aoba-Dori is de belangrijkste zakenstraat in Sendai.
Andere belangrijke straten zijn de Hirose-Dori (met de Japanse notenbomen) en de Higashi-Nibancho-Dori.

### Festivals

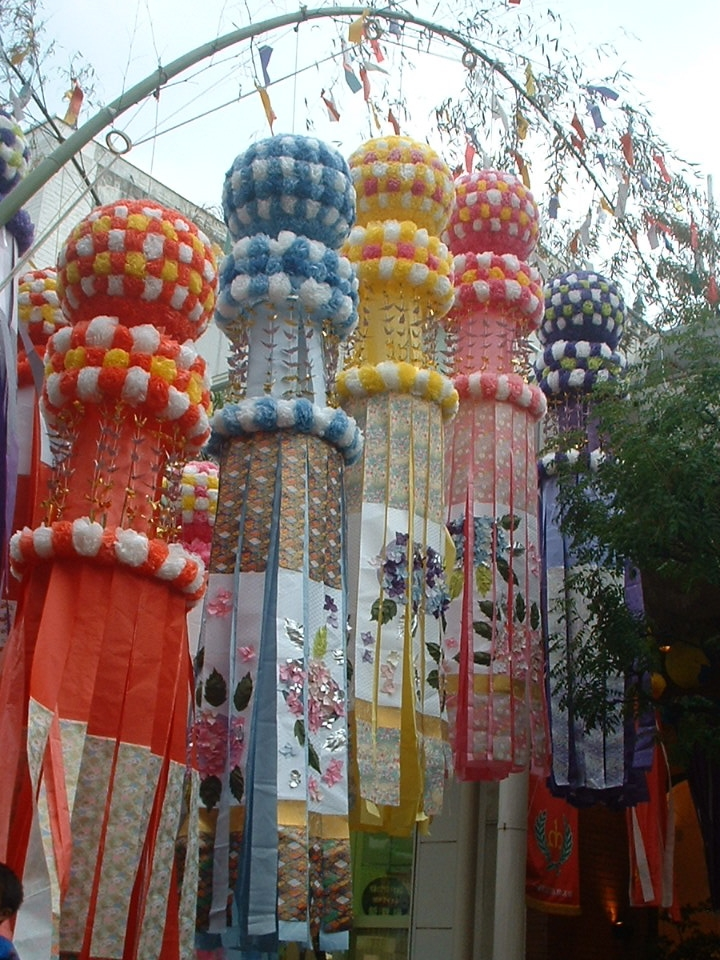
Het Sendai Tanabata Festival.

Het beroemdste festival in Sendai is het Sendai Tanabata Festival op 7 augustus dat meer dan 2 miljoen bezoekers trekt en dat het grootste Tanabata festival is in Japan.
Het Aoba festival is een typisch Japans festival met een draagbaar shinto-heiligdom, een parade met (gedragen) praalstukken, een samoerai parade en traditionele dans.
Het oudste festival in de Miyagi prefectuur is het Dontosai festival, waarbij de nieuwjaarsversieringen worden verbrand, en men bidt voor gezondheid in het nieuwe jaar.

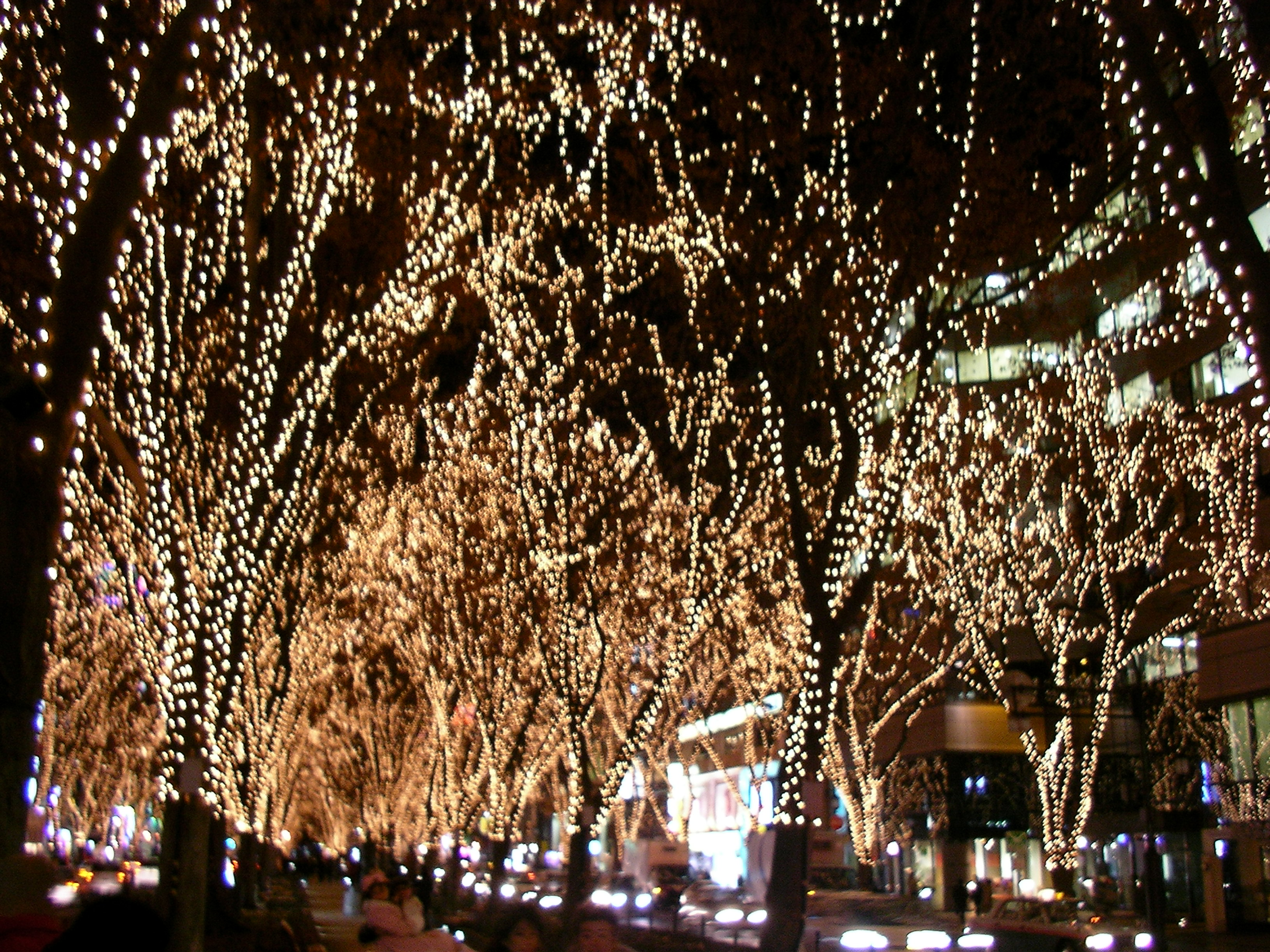
Sendai sterrenlichtparade

Diverse hedendaagse festivals vinden plaats in Sendai, zoals het Jozenji Jazz Straatfestival en het Michinoku Yosakoi Festival.
Het Jozenji Jazz Straatfestival is een van de grootste amateurmuziekfestivals in Japan, met meer dan 700 groepen. In 1991 begon het als zuiver jazzfestival, maar later werd het scala aan muziekgenres breder.
Het Michinoku Yosakoi Festival is een dansfestival, afgeleid van het Yosakoi Festival in Kōchi.

### Musea

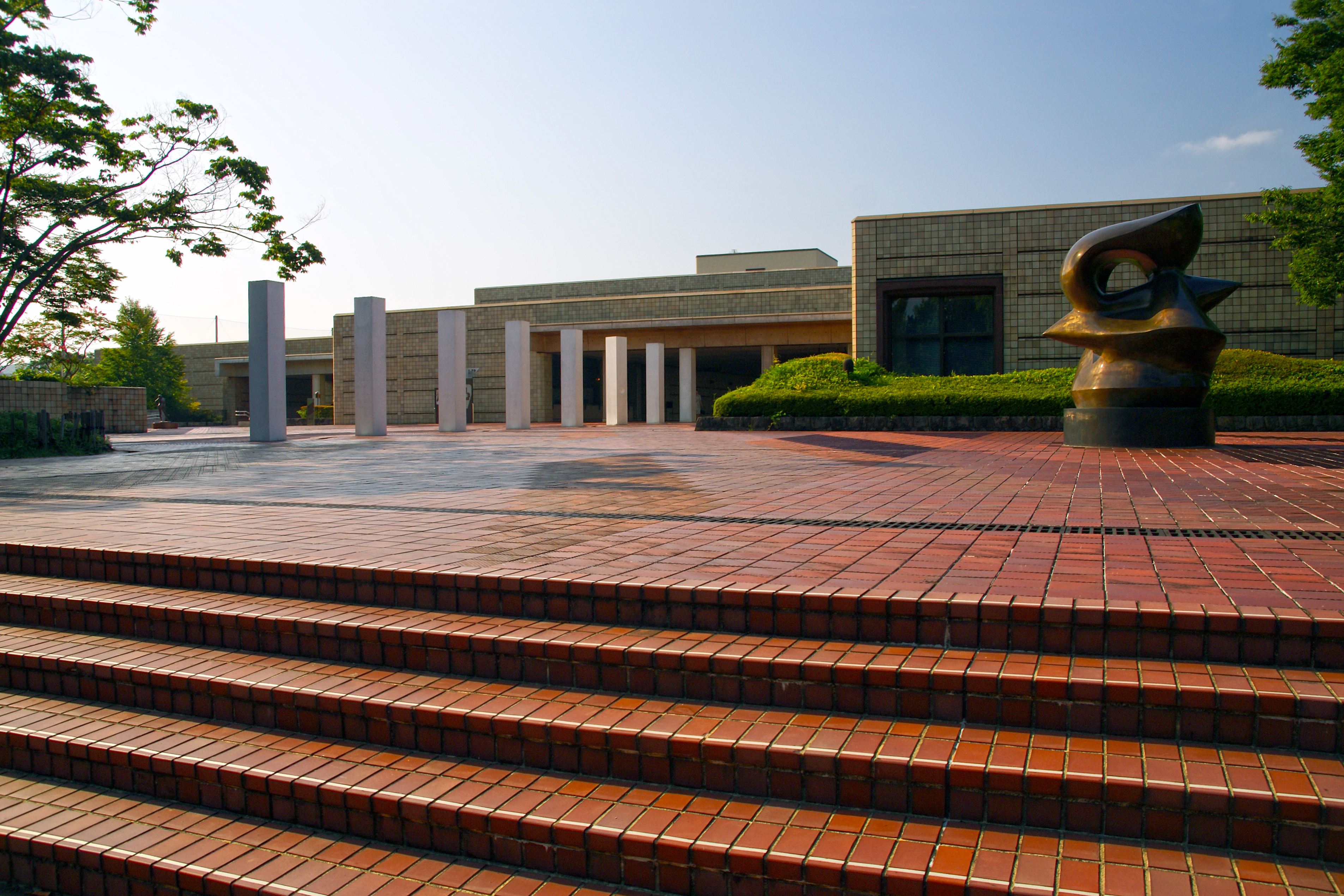
Het Miyagi Kunstmuseum

Het Sendai Stadsmuseum toont voorwerpen gerelateerd aan de familie Date en de geschiedenis van Sendai. Het harnas van Date Masamune en voorwerpen gerelateerd aan het bezoek van Hasekura Tsunenaga aan Rome worden soms getoond. Andere historische voorwerpen zijn te vinden in tempels en musea in de stad, zoals het Zuihoden Mausoleum, de tombe van Date Masamune.
Het Miyagi Kunstmuseum is het grootste museum in Sendai. Gedurende het Beeldenstad-project zijn 24 beelden neergezet op diverse openbare plaatsen in Sendai. Het Natuurhistorisch museum van de Tohoku Universiteit is het belangrijkste wetenschapsmuseum van de stad, terwijl het Sendai Ruimtevaartmuseum en het Sendai Wetenschapsmuseum zich vooral richten op kinderen.
Daarnaast zijn er musea voor specifieke onderwerpen zoals het Literatuurmuseum, Trammuseum en het museum voor de kunst van Serizawa Keisuke.
Het Tomizawa archeologisch museum in het zuiden van de stad toont een gefossiliseerd bos met resten van menselijke bewoning van 20.000 jaar geleden.

### Historische locaties
De ruïnes van het kasteel van Sendai, ook bekend als Aoba Kasteel, liggen op de Aobayama-heuvel nabij het centrum van de wijk Aoba. Vanaf de heuvel is er een uitzicht over de stad.
De Ōsaki Hachiman jinja, gebouwd in 1607 door Date Masamune, is een 'nationale schat'.
Een modernere historische locatie is het monument in het Sendai Stadsmuseum van de Chinese schrijver Lu Xun. Een ander standbeeld van Lu Xun staat op de Katahira Campus van de Tohoku Universiteit, waar Lu Xun medische wetenschappen studeerde.
Veel ouder is de Tōmizuka Tombe, een tombe die dateert uit eind vierde, begin vijfde eeuw.

### Natuur

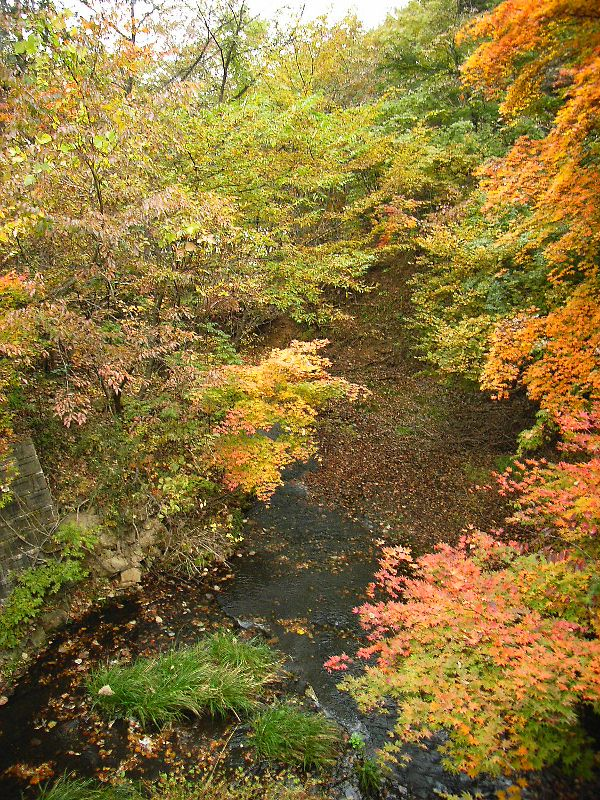
Saikachi Gawa

Het westelijk deel van Sendai kent vele plaatsen met natuurlijke schoonheid, vele rond Akiu(秋保) en Sakunami(作並), beide onsen resorts. Bij Akiu liggen de Akiu Otaki watervallen, soms meegeteld als een van Japans drie grote watervallen, en de Rairai kloof, bekend door de herfstkleuren. De Futakuchi kloof bevat diverse watervallen, die tot natuurmonument zijn verklaard, en de Banji kliffen, met basaltzuilen.
Van Sakunami zijn de kersenbloesems in het voorjaar en de herfstkleuren beroemd. De nabijgelegen Hōmei Shijuhachi Taki watervallen zijn watervallen in de bovenloop van de rivier Hirosegawa. De oorsprong van 'Hōmei' (鳳鳴; letterlijk: kreet van de Chinese feniks) gaat terug op de claim van de oudste bewoners van de regio dat het geluid van de watervallen lijkt op de kreet van deze Chinese feniks.
Matsushima, een groep van met dennen bedekte eilanden, dat behoort tot de Drie gezichten op Japan, ligt voor de kust bij Sendai. Albert Einstein en Matsuo Bashō bezochten Matsushima en vonden beiden dat er geen mooier uitzicht bestond.

### Sport
Sinds 1991 wordt jaarlijks de halve marathon van Sendai gehouden, een internationale hardloopwedstrijd over een afstand van een halve marathon (21,1 km).

## Wijken

De wijken van Sendai

Sendai heeft 5 wijken (ku):
- Aoba-ku
- Izumi-ku
- Miyagino-ku
- Taihaku-ku
- Wakabayashi-ku

## Aangrenzende steden
- Tagajō
- Natori
- Yamagata
- Higashine
- Obanazawa

## Stedenbanden
Sendai heeft een stedenband met:
- Acapulco (Mexico)
- Changchun (China)

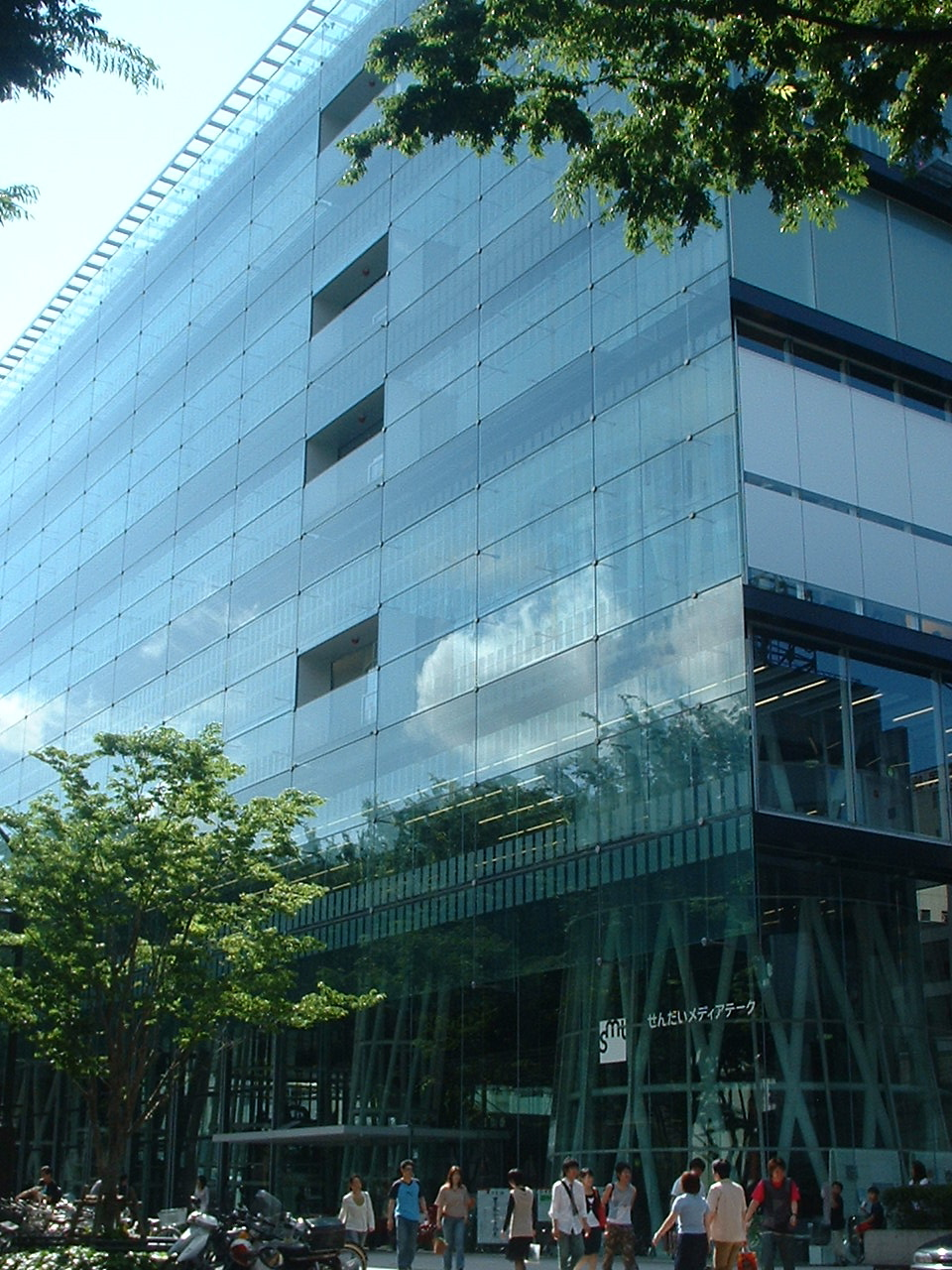
De mediatheek van Sendai, ontworpen Toyo Ito

- Dallas (Verenigde Staten)
- Gwangju (Zuid-Korea)
- Minsk (Wit-Rusland)
- Oulu (Finland)
- Rennes (Frankrijk), sinds 1967
- Riverside (Verenigde Staten)
- Tainan (Taiwan)

## Geboren
- Hitoshi Imamura (1886-1968), generaal en oorlogsmisdadiger
- Shigeyoshi Inoue (1889-1975), admiraal
- Akio Kaminaga (1936-1993), judoka
- Hirohiko Araki (1960), mangaka
- Yasuyuki Konno (1983), voetballer
- Yuzuru Hanyu (1994), kunstschaatser
- Tomokazu Harimoto (2003), tafeltennisser